# Mirosław Księżopolski
Mirosław Andrzej Księżopolski (ur. 16 listopada 1952 w Warszawie, zm. 18 kwietnia 2024) – polski politolog, profesor doktor habilitowany Uniwersytetu Warszawskiego.

## Życiorys
W 1975 ukończył studia na Uniwersytecie Warszawskim. Doktoryzował się w 1980 na podstawie pracy Ewolucja polityki społecznej w Szwecji w latach 1932–1976, a habilitował w 1988 na podstawie pracy Systemy zabezpieczenia społecznego w krajach nordyckich.
Od 1991 do 1996 był dyrektorem Instytutu Polityki Społecznej Uniwersytetu Warszawskiego, a następnie przewodniczącym rady naukowej tego instytutu. W lipcu 2019 został kierownikiem Katedry Polityki Społecznej i Ubezpieczeń Wydziału Nauk Politycznych i Studiów Międzynarodowych Uniwersytetu Warszawskiego.
Wśród wypromowanych przez niego doktorów znaleźli się: Bartosz Pieliński, Aleksandra Zubrzycka-Czarnecka.
W 2010 odznaczony Złotym Krzyżem Zasługi.

## Zainteresowania naukowe
Do jego głównych zainteresowań naukowych należą: porównawcza polityka społeczna, zabezpieczenie społeczne, specyfika polskiej polityki społecznej w okresie transformacji systemowej i procesy, które ją wówczas kształtowały, modele polityki społecznej w krajach rozwiniętych, w tym w Polsce oraz analiza rozwiązywania najważniejszych kwestii społecznych. Od 1991 jest członkiem Komitetu Nauk o Pracy i Polityce Społecznej Polskiej Akademii Nauk. Od 1991 do 2003 był członkiem rady redakcyjnej czasopisma Journal of European Social Policy. Jest przewodniczącym rady fundacji Norden Centrum, która jest ośrodkiem badawczo-edukacyjnym wspierającym modernizację społeczną i dialog regionalny w Europie Środkowej i Północnej.